# ضیاءالدین ذاکر
ضیاءالدین ذاکر (شهریور ۱۳۲۰، اردبیل - ۶ آبان ۱۳۵۹، شهرستان سردشت) یکی از خلبانان هوانیروز ارتش ایران بود که خلال در خلال یک عملیات نظامی در جنگ ایران و عراق، کشته شد.
ضیاءالدین ذاکر در روز عید قربان متولد گردیده، پس از اتمام دوره ابتدایی ،در رشته ریاضی از دبیرستان صفوی اردبیل، که از دبیرستانهای معروف اردبیل در پرورش استعدادهای درخشان بوده با معدل بالا فارغ التحصیل گردید.
او پس از اتمام دبیرستان، به سبب علاقه فراوان در سال ۱۳۴۵ وارد هوانیروز گردید و پس از طی دوره‌های تحصیلی در ایران به جهت تکمیل دوره‌های آموزشی به ایتالیا اعزام گردید.او با درجه سرگردی به عنوان خلبان زبده با هلیکوپتر شینوک در پایگاه هوایی اصفهان مشغول خدمت گردید.
در اوایل جنگ به سبب محرومیت مناطق غرب کشور در تأمین آذوقه، با هلیکوپتر خود طی چند ماموریت در جهت تأمین مایحتاج مناطق غرب کشور، در تاریخ ۱۳۵۹ در منطقه سردشت و سقز در ارتفاع ۵۰۰ متری ارتفاعات زمزیلان سردشت مورد اصابت نیروی‌های عراق قرار گرفته در گذشت.